# Авренско плато
Авренското плато (или Момино плато или Девненско плато) е циркумденудационно плато в Източната Дунавска равнина, област Варна. Името на платото произлиза от село Аврен (старо име Момино), разположено в западната му част.
Авренското плато е разположено между река Камчия на юг, Провадийска река на запад и север и Черно море на изток. Изградено от дренирани палеогенни и неогенни наслаги (мергели, пясъци и песъчливи варовици). Площта му е около 420 – 450 км 2 с максимална височина 328,8 м (в. Пейкови ниви), намираща се на 1,5 км северно от село Аврен. Западните склонове и северните са стръмни и оградени с разседи, а източните склонове са терасирани от свлачища. На юг склоновете са дълги и полегати, разчленени от гъста долинна мрежа. Карстови, порни и пукнатинни води (често солени и с минерализация 2 – 30 г/л). От Авренското плато извира река Комлудере. Почвите са предимно сиви горски.

## Оградни форми
Авренското плато се огражда от север от Варненското езеро, което представлява тесен воден басейн, лиман, ограден от стръмните склонове на платото (200 – 250 м) от юг и полегатите от север, изградени изключително от терциерни материали. Варненското езеро е образувано през младия кватернер, тогава когато устието на Провадийска река, следствие епейротгенното снишаване на сушата, се запълва от нахлуването на черноморските води. Днес каналът, който свързва езерото с морето, е изкуствен. Той е прокопан през 1907 – 1909 г. и е дълъг 2 км, широк 50 м и дълбок 5 м. Варненското езеро е акумулационна зона. Втора оградна форма е Белославското езеро, което е 3 пъти по-малко от Варненското. На запад то се огражда от обширна мочурлива низина, през която тече река Девня. Белославското езеро е образувано по същия начин както и Варненското, чрез нахлуване в края на кватернера на морето, следствие понижаване на сушата. То се е изтичало естествено във Варненското езеро, обаче след прокопаването на канала през 1928 г. двете езера се свързаха изкуствено. Професор Ст. Бончев нарича Султанларското поле – Царевско, което се огражда на изток от стръмните Авренски височини, на юг от ниския и продълговат еоценски Погледенски рът, а на север от малкия и голям Сакар, изградени от долно и горнокредни варовици. Проф. Ст. Бончев изказва мнение през 1924 г., че това поле е една „Хлътнатина – грабен“. Подобни мнения представят и учените Гочев, Цанков, Коен, В. Маринов. В тази част Провадийската долина е следователно тектонична. От юг Авренското плато се загражда от Лонгоза, което тук завършва до самата река Камчия доста стръмно – със средно 50 м относителна височина. Той е доста обширна триъгълна алувиална низина с основа широка до 5 км, по брега на Черно море и с една дължина от 30 – 40 км с връх сливането на Луда Камчия и Голяма Камчия.
Черно море огражда от изток стръмните на места съвсем отвесни, с относителна височина 50 м терасовидни склонове на Авренското плато, които образуват неговия Черноморски бряг състоящ се от миоценски пластове. Носовете са терасообразни, стъпаловидни и образуват така наречената от учения Пенк крайбрежна тераса. Подпочвените води и прибоя на вълните овлажняват и размекват долните миоценски пластове. Вследствие на това те не могат да удържат тежестта на по горните пластове и се срутват, чрез подхлъзване такива срутвания са наблюдаваните днес свлачища ставащи в по-малък или по-голям размер всяка година.

## Геоложки състав и тектоника
Авренското плато изпъква твърде ясно, като позитивна форма със средна надморска височина 250 м. Авренското платовидно стъпало е изградено изключително от терциерни седименти. Само по западния ръб на платото срещаме неокомски мергели, ценомански и сенонски пясъчници и варовици. Миоценските седименти са от кримо-кавказки фациес. Над терциерните седименти идва льосът и старокватерни чакълища. Льосът по платото е в тънки ивици и отделни петна с дебелина 2 – 2,5 м. еоценските и миоценските пластове са почти хоризонтални със слаб наклон към изток. Четири големи разседа, образували се през плиоцена ограждат от всички страни платото, по които то бавно потъва. Авренското плато е типично разседно, разломено платовидно стъпало, което днес епейрогенно се снишава.

## Морфология и хидрология
Различаваме няколко по-малки ландшафтни или морфоложки области, стъпално понижаващи се към околните ниски места: Централна платовидна, Северна със стръмни ридове, Южна с дълги паралелни плоски рътове, Източна с къси платовидни рътове, Северозападна структурна стъпалеста зона и Югозападна хълмиста област.
Централната платовидната област има посока изток-запад и по нея се срещат куполовидни заоблени върхове, които завършват с връх Араптабия (230,3 м). Този платовиден вододел се намира по-близо до северната ограда на платото.
Северната област се огражда от южните брегове на Варненското езеро и платовидната централна област. Тя е силно разчленена от реките Белевска (Гебеджанска), Константиновска, Звездица (Енева), Свинска (Домус дере) и техните притоци. През лятото реките почти пресъхват, но след поройни дъждове те прииждат с голяма сила и се вдълбават много лесно в лесноразрушимите еоценски и миоценски седименти.
За Южната област е характерно, че тук реките са по-дълги, с доста широко отворени долини и корита, които имат южна и югоизточна посока. Рътовете са изградени предимно от миоценски пясъчници и черупести варовици, покрити с чакъл и льос. Преди да се влеят в река Камчия, реките образуват пясъчни насипи, в които се загубват през лятото, като образуват малки блата. Там където преобладават черупестите варовици се наблюдават карстови явления – кари и много пещери.
Източна област се огражда от река Къшла (приток на река Чаир) на запад, Камчия на юг, черноморският бряг на изток) и Варненският залив (на север). От юг на север се редуват миоценски платовидни рътове: Милчов баир, Съртът, Карабиюк и Галатският (Галенският) рид. Повечето от реки не се вливат директно в морето, а става подземно – дифузивно.
Структурната зона в северозападната част на Авренското плато е разположена между пътя Белослав – Аврен и Аврен – Синдел. Голям дял за изграждането на тази зона се падат на долнокредните и горнокредни мергели и варовици и отчасти на еоценски седименти. Те са силно окарстени и с много пещери. Тези варовици са с особена съпротивителна сила срещу деструкционите сили, образуват така наречените структурни повърхнини и ръбове с почти отвесни и гладки стени (нещо характерно и за Шуменското, Провадийското и други стъпала от Дунавската плоча). През протеклите през плиоцена тектонски разседни процеси са се образували стъпални плоскости, като Петрич кале и Таушанкайряк, с разлика във височинното стъпало от близо 100 м. Най-високата част е Кърчанлък (322,2 м), а малко по̀ на север се намира най-високата точка на цялото плато – 328,8 м. Тези процеси са дали на склоновете на западната част от Авренското плато разседно стъпалния му характер. В североизточните отдели на тази зона, там където преобладават еоценските седименти се срещат малки местности с пустинен вид, постлани с пясък, със стърчащи между тях каменни пирамиди, подобни на тия при Побити камъни. В тази зона е разположено село Аврен.

## Геоморфогенезис
За начален момент при образуването на днешния релеф на Авренското плато може да се вземе края на миоцена и началото на плиоцена. Според В. Маринов самият процес за формиране на Авренското плато протича през миоцена, след сарматската регресия, а през плиоцена и кватернера е време на земноповърхното, релефно развитие. Речните тераси и денутационни повърхнини ни дават възможност да установим по платото следи от пет стъпала: първо стъпало с височина над 300 м, второ стъпало с височина между 220 – 240 м, трето стъпало с височина между 100 – 150 м, четвърто стъпало с височина между 60 – 100 м и пето стъпало с височина от 20 до 40 м.
Авренското плато е изпитало в две епейрогенни движения – издигания придружени с продължителни паузи, през които деструкционните сили образуват двете заравнености. Според В. Маринов резултатите на съответните фази на епейрогенното издигане, което е обхванало почти целия Балкански полуостров през кватернера, ритмично се задълбават оградните реки на платото – Провадийска река и Камчия, образувайки 5 или 6 речни тераси. Позовавайки се на Маринов през времето на младия кватернер настъпва нова епоха, епоха на епейрогенно снишаване, което продължава. Вследствие на това морето нахлува в устията на реките и образува днешните лимани. Поради изравняване на горния и долния ерозионен базис, лиманите стават обект на запълване, засипване и акумулация. От петте речни тераси, които са останали под водите на лиманите, имаме следи от най-високата и най-старата, сицилианската, отстояща на 100 м н.в., а сега на 40 м н.в. Останалите тераси: милатска, тиренска и манастирска са засипани или залети от водите на днешните лимани. През младия кватернер черноморският бряг е потънал с близо 100 м. Като резултат от плиоценската и кватернерната локална епейрогенеза и флувиална ерозия са се образували днешните форми по Авренското плато: плата, долини, рътове, стъпала, речните тераси. Алувиални образувания са: микрорелефът, поройните конуси, долинни заравнености, крайбрежни тераси.

## Климат и почви
Авренското платовидно стъпало попада в северния подрайон на черноморската климатическа зона, характерна с континентални климатически особености. Средногодишнита температурна амплитуди в станции Варна е над 22 °C, а средната августовска температура е 22 °C, а средната февруарска 10 °C. Лятото, въпреки близостта на морето е доста горещо, а зимата е топла поради влиянието на Черно море. Пролетта е дълга и хладна, а есента дълга и топла. През пролетта температурата е 10 °C, а през есента 13 °C. Във вътрешността това явление не съществува. Поради забавянето затопляне на морето, закъснява настъпването на максималната температура от юли към август. Поради закъсняването на изстиването на водта е характерно забавянето на минималните температури от януари към февруари. Снежната покривка се задържа кратко време. Във Варна има средно годишно около 60 мразовити дни. На Авренското плато снега се задържа най-много до 10 дни. Средният годишен валеж е около 450 мм с максимум през зимните месеци. Валежите се характеризират с главен летен максимум, вторичен максимум октомври, ноември и декември. На платото преобладават северните и североизточните ветрове. През преходните сезони – април и октомври се наблюдават и ветрове с друго направление Летните източни ветрове – морският бриз, носят влагата и дъждовете, а североизточните ветрове през зимата – мразове. По-силни и сухи са западните ветрове – наричан черен вятър, като в източните части на платото най-характерни са бризовете. Следствие на малката облачност през лятото по крайбрежието, слънчевото грене е по-голямо, нещо много необходимо при слънцелечението.
Благодарение на влагата льосовата покривка по Авренското плато е размесена с пясъците (еоценски и миоценски) и образува най-разпространената почва: червенопръстницата (местното население е нарича мъзга). Дъждовете измиват льосовата покривка и изменят физическите и химическите свойства на почвата, като тя намалява своята плодородност. След изсичането на горските площи се е образувала горско кафявата почва, но тя не е дълбока. В землището на село Аврен има кафяв чернозем. Същото се отнася и за село Дъбравино. По цялото Авренско плато песъчливата почва е по-често срещната. Алувиалните почви в долините са примесени с голям процент от пясък.

## Биогеографски отношения
Авренското плато спада изцяло в черноморската растителна зона и то в северния ѝ отдел, характерен с континентален климат. Преобладават континентални и степни растителни видове. Растителните видове по Авренското плато са в зависимост от климата, географското положение и надморската височина. Тревистта и степна растителност преобладават главно по долините, рътовете и някои платовидни части. Повечето от пасищата и ливадите са вторични формации. Горите – главно от дъб и бук, преобладават най-вече по високите части на платото – неговата платовидна понтийска денудационна повърхнина. Храстовите формации преобладават по крайбрежието, по рътовете и склоновете на левантийската денудационна повърхнина. Характерни са следните катериални растения: Smilax excelsa (скрипка), Periplosa graeca, Lunicera etrusca, Slavia graudiflora, Cistus villosus, Ephedra vulgaris, Rhus ifhiara, Ahundo Pliniana, Celtis Australis, Lasminum fruticaus, Colutea arboresens, Coronia emeroides. Типични средиземноморски растнения са: Uniperus macrocarpa, Trifolium multistiatum и други, както и Glacium leiocarpum Boss и дивата лоза (Vitis vinifera). Развито е земеделието представено от зърени култури, слънчоглед, бостан и др.

## Фауна
Авренското плато спада към Черноморската зона. Най-често срещаните животински видове са: чайка, чакал, полска мишка, лалугер, черен смок (Pseudopus Palasii). В околните реки и езера се срещат: риби, раци, жаби.

## Антропогреографски Отношения
Следи от първите негови обитатели се намират в младокаменната епоха – неолита, като неолитния човек ни е оставил културни и селищни останки, констатирани по самото плато при село Равна гора, както и по шосето за кв. Галата. При прокопаването на канала между Белославското и Варненското езера, са намеренин следи от наколни жилища (бронзовата епоха). По-големи промени и по-голям културен отпечатък са оставили траките и елините, а особено римляните през историческата епоха. Траките са оставили във връзка с култа към тракийските богове, особено към бога Конник – херой. Такива светилища е имало на „Джанавар тепе“, на върха „Кръста“, при град Белослав, по“Петрич кале“ при село Аврен. За траките – наличие на тракийски надгролни могили.
Римските пътища са минавали и през Авренското плато, след създаването на града Марцианополис (гр. Девня). По него е имало издигнати и попътни или военни лагери – станции. Глинесто-песъчливата почва е давала богат материал за изработването на кюпове. По време на варварските нашествия на мястото на разрушените крепости са издигнати нови. Славяните и българите (прабългари е исторически, научен термин) през VII век се заселват по Авренското плато. Основават се малки селища сред изсечените в гората местности наречени – требища.
Крепостта „Петрич кале“ е възникнала върху развалините на римска станция. Летописецът Калимнах я нарича Pecehium. Участникът в похода на крал Владислав III Варненчик – Длугош през 1444 г. я нарича Petrecz. Петрич кале е типичен средновековен град-крепост. За да я превземе на 5 ноември 1444 г. крал Владислав и войската му е трябвало с големи усилия да прехвърли оградния окоп пълен с вода. От крепостта са освободени християнски роби, и след това съсечени или хвърлени от бастионите около 500 османски войници. Османската политика след похода от 1444 г. е описана по подробно от Марин Дринов, Константин Иречек, Л. Милетич.
Вътрешни преселнически движениня са настанали след идването на османците и тяхното колонизиране през XVI, XVII, края на XVIII и началото на XIX век. В. Маринов описва навлизането на османските войски около селата Долен и Горен Близнак, където били заварени българи – овчари според свидетелства те са били изклани до един. През втората половина на Османското владичество започва движение на населението от Стара планина към равнините, от Източна Стара планина, по крайбрежието през Авренското плато към Добруджа и Бесарабия. По изследвания на Л. Милетич, както само споменава местното население 100 – 150 години преди 1878 г., са станали преселнически вълни от селата Еркеч и Гулица. Също така Милетич счита, че това е станало след войните през 1810, 1828 и 1854 г. Заселници идват от Анхиалско, Габровско, Старозагорско, Елховско, Бургаско и Еленско. Черкезите са напуснали едновременно с турските войски след руско–турската война. Преселници българи идват след освобожденито предимно от Източна Тракия (Одринско и Лозенградско) на няколко пъти: през 1877, 1882 – 84, 1903, 1912 – 13 и 1919 – 20 г. Тези заселвания стават предимно след важни исторически събития на Балканския полуостров, като новите преселници, завареното местно население ги нарича ”маджури“. Те са от Мусул, Ибеляр, Арпач, Демархамлия (Одринско), Селиолу, Каратарлъ, Паспалево, Курудере, Едига, Пирок, Кочово, Кадиево, Яна (Лозенградско). През 1913 г. от Бунархисар, от Чаталджанско – Имрахор, Деркос и Тарфа. Дошли са бежанци и от Добруджа през 1918 г., (Бабадагско и Балчишко), а също така и през 1922 – 23 и 1927 г. и особено през 1928 и 1934 г. През 1928 г. са дошли бежанци добруджанци от селата: Пчеларово, Севдалий, Чаталари, Сараджа, Голямо чамурлии, Дели османлар, Чукурово, Настрадин, Осман–факъ, Кюледжата, Баладжа, Карабайлар, Калипетрово (Силистренско). Васил Маринов описва преселници от Кюстендилско през 1887 г., а през 1908 – 09 г. – дошли от Русенско и Трънско. Големи групи българи, които придружават руските войски, се изселват в Русия и Бесарабия и остават там. Има изселници българи и в Одринско. Маринов е на мнение, че преселническите движения по Авренското плато са причинени главно от войните и техните последици. Второстепенна роля са играли икономически или случайни фактори, като върлуване на чумата. Не напоследно място е жестокостта на османците над беззащитното българско население. Казва се: ”помни се, че в село Аврен са били умъртвявани българите чрез забиване на кол сред площада“. Сериозен опит за установяване размерите на външната миграция, макар с най-общи данни, е направил проф. А. Ю. Тотев за периода от 1880 до 1930 г.въз основа на източнците за заселванията на българи в и от България. 

## Селища
На територията на Авренското плато са разположени 18 населени места, разпределени в 5 общини на Област Варна:
- Община Аврен – Аврен, Бенковски, Близнаци, Болярци, Добри дол, Здравец, Казашка река, Китка, Круша, Приселци, Равна гора, Садово;
- Община Белослав – Белослав, Разделна;
- Община Варна – Варна (квартали „Аспарухово“ и „Галата“), Звездица, Константиново;
- Община Долни чифлик – Венелин.

## Транспорт
През източната част на платото, от север на юг, на протежение от 28,4 км от град Варна до река Камчия преминава участък от първокласен път № 9 от Държавната пътна мрежа ГКПП „Дуранкулак“ – Варна – Бургас – ГКПП „Малко Търново“. През средата на платото предстои изграждането на автомагистрала „Черно море“ от Варна до Бургас, от която е построена отсечка от 9 км.

## Топографска карта
- Лист от карта K-35-32. Мащаб: 1 : 100 000.